# مفطورة فيلية
مفطورة فيلية (الاسم العلمي: Mycoplasma elephantis) هي نوع من البكتيريا تتبع جنس المفطورة من فصيلة المفطورات.